# جوزيف ر. وليامز
جوزيف ر. وليامز (بالإنجليزية: Joseph R. Williams)‏ هو محامي وسياسي أمريكي، ولد في 14 نوفمبر 1808 في تونتون في الولايات المتحدة، وتوفي في 15 يونيو 1861 في كونستانتين في الولايات المتحدة بسبب إنفلونزا. حزبياً، نشط في الحزب الجمهوري. وقد انتخب عضو مجلس ولاية ميشيغان.